# Shire of Nungarin
Shire of Nungarin is een lokaal bestuursgebied (LGA) in de regio Wheatbelt in West-Australië. Shire of Nungarin telde 255 inwoners in 2021. De hoofdplaats is Nungarin.

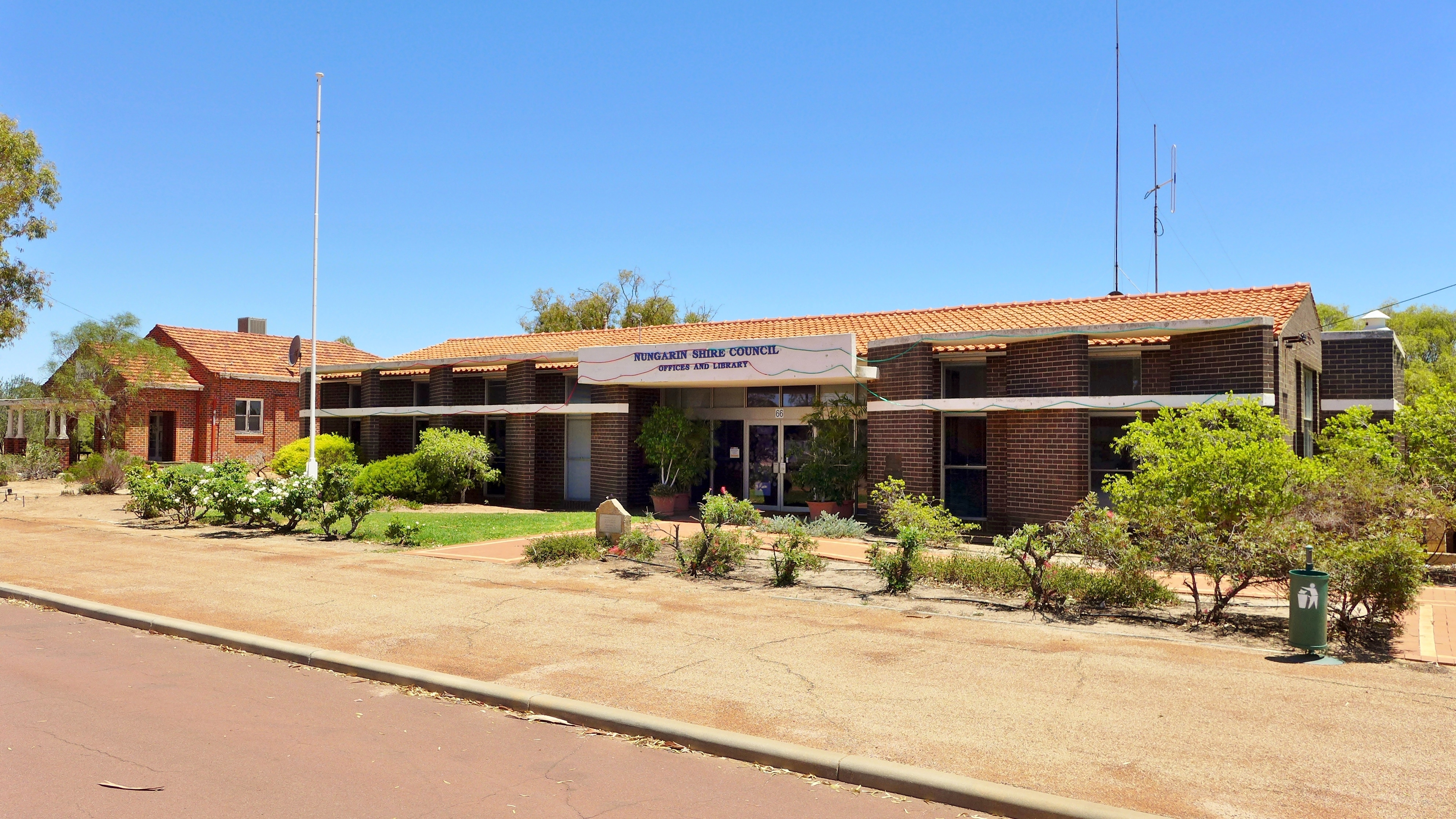
districtsgebouw

## Geschiedenis
Op 24 maart 1921 werd het Nungarin Road District opgericht. Ten gevolge de Local Government Act van 1960 veranderde het district op 23 juni 1961 van naam en werd de Shire of Nungarin.

## Beschrijving
Shire of Nungarin is een landbouwdistrict in de regio Wheatbelt. Er worden voornamelijk graan en schapen geteeld. Het is ongeveer 1.145 km² groot en ligt 270 kilometer ten oostnoordoosten van de West-Australische hoofdstad Perth. In 2021 telde het district 255 inwoners.

## Plaatsen, dorpen en lokaliteiten
- Nungarin
- Burran Rock
- Campion
- Chandler
- Elabbin
- Kwelkan
- Mangowine
- Talgomine

## Bevolkingsevolutie
| Jaar | bevolkingsaantal |
| ---- | ---------------- |
| 1933 | 1.016            |
| 1947 | 713              |
| 1954 | 674              |
| 1961 | 608              |
| 1966 | 539              |
| 1971 | 391              |
| 1976 | 399              |
| 1981 | 332              |
| 1986 | 317              |
| 1991 | 298              |
| 2001 | 265              |
| 2006 | 246              |
| 2011 | 230              |
| 2016 | 257              |
| 2021 | 255              |